# Reidemeister-Torsion
Im mathematischen Teilgebiet der Topologie ist die Reidemeister-Torsion (auch Reidemeister-Franz-Torsion) eine topologische Invariante, mit der auch Räume unterschieden werden können, für welche klassische Invarianten der algebraischen Topologie wie Fundamentalgruppe und Homologiegruppen übereinstimmen.
Eine Variante der heute üblichen Konstruktion wurde 1935 von Kurt Reidemeister verwendet, um die Homöomorphietypen 3-dimensionaler Linsenräume zu klassifizieren. Wolfgang Franz benutzte wenig später die unten dargestellte Konstruktion um auch höher-dimensionale Linsenräume klassifizieren zu können.

## Konstruktion
Sei {\displaystyle K} ein kompakter CW-Komplex mit verschwindender Euler-Charakteristik {\displaystyle \chi (K)=0} und {\displaystyle \rho \colon \pi _{1}K\to SL(n,\mathbb {C} )} eine Darstellung der Fundamentalgruppe.
Sei {\displaystyle {\widetilde {K}}} die universelle Überlagerung, auf der {\displaystyle \pi _{1}K} durch Deckbewegungen wirkt, und {\displaystyle C_{*}({\widetilde {K}},\mathbb {Z} )} ihr singulärer Kettenkomplex. Der getwistete Kettenkomplex
{\displaystyle C_{*}(K,\rho ):=C_{*}({\widetilde {K}},\mathbb {Z} )\otimes _{\rho }\mathbb {C} ^{n}}
ist der Quotient des Tensorprodukts {\displaystyle C_{*}({\widetilde {K}},\mathbb {Z} )\otimes _{\mathbb {Z} }\mathbb {C} ^{n}} unter der Identifikation {\displaystyle v\otimes \gamma ^{-1}c=\rho (\gamma )v\otimes c} für alle {\displaystyle \gamma \in \pi _{1}K}. Der Randoperator {\displaystyle \partial _{\overline {K}}} von {\displaystyle C_{*}({\widetilde {K}},\mathbb {Z} )} induziert einen Randoperator {\displaystyle \partial :=\partial _{\overline {K}}\otimes id} auf {\displaystyle C_{*}(K,\rho )}. Um die Reidemeister-Torsion definieren zu können, müssen wir annehmen, dass {\displaystyle C_{*}(K,\rho )} azyklisch ist, also {\displaystyle ker(\partial )=im(\partial )}.
Sei nun {\displaystyle B_{i}:=Bild(\partial )\subset C_{i}(K,\rho )} die Untergruppe der Ränder. Wähle eine Basis {\displaystyle \left\{b_{k}^{i}\right\}_{k}} von {\displaystyle B_{i}} und setze sie mit dem Basisergänzungssatz zu einer Basis {\displaystyle \left\{c_{k}^{i}\right\}_{k}} von {\displaystyle C_{i}(K,\rho )} fort. Wegen {\displaystyle H_{i}(K,\rho )=0} haben wir eine exakte Sequenz
{\displaystyle 0\to B_{i}\to C_{i}(K,\rho )\to B_{i-1}\to 0}
und können zu den {\displaystyle b_{l}^{i-1}\in B_{i-1}} Urbilder {\displaystyle {\tilde {b}}_{l}^{i-1}\in C_{i}(K,\rho )} finden, so dass {\displaystyle \left\{b_{k}^{i}\right\}_{k}\cup \left\{{\tilde {b}}_{l}^{i-1}\right\}_{l}} eine Basis von {\displaystyle C_{i}(K,\rho )} ist.
Zu den Basen {\displaystyle \left\{c_{k}^{i}\right\}_{k}} und {\displaystyle \left\{b_{k}^{i}\right\}_{k}\cup \left\{{\tilde {b}}_{l}^{i-1}\right\}_{l}} gibt es eine eindeutige Matrix, welche die erste Basis auf die zweite abbildet. Wir bezeichnen die Determinante dieser Matrix mit {\displaystyle \left[b_{i}\cup {\tilde {b}}_{i-1}\colon c_{i}\right]}. Dann definieren wir die Reidemeister-Torsion von {\displaystyle (K,\rho )} durch
{\displaystyle \tau (K,\rho )=\pm \Pi _{i\geq 0}{\frac {\left[b_{2i}\cup {\tilde {b}}_{2i-1}\colon c_{2i}\right]}{\left[b_{2i+1}\cup {\tilde {b}}_{2i}\colon c_{2i+1}\right]}}\in \mathbb {C} ^{*}/\left\{\pm 1\right\}}.
Die {\displaystyle \pm 1}-Unbestimmtheit entsteht durch die Abhängigkeit der Determinante von der Anordnung der Basiselemente. Alle anderen Wahlen haben keinen Einfluss auf das Ergebnis, insbesondere heben sich durch das alternierende Produkt die durch die Wahl einer anderen Basis {\displaystyle b_{i}} entstehenden Faktoren gegeneinander auf.

## Invarianz
Reidemeister-Torsion ist im Allgemeinen nicht invariant unter Homotopieäquivalenzen und kann deshalb verwendet werden, um homotopieäquivalente, aber nicht homöomorphe Räume zu unterscheiden.
Die Reidemeister-Torsion (zu einer gegebenen Darstellung der Fundamentalgruppe) ist invariant unter einfachen Homotopieäquivalenzen.
Eine relative Version der Reidemeister-Torsion kann benutzt werden, um PL-Komplexe zu unterscheiden, die homöomorph, aber nicht PL-äquivalent sind.

## Beispiele
- Für den Linsenraum {\displaystyle L(p,q)} und die Darstellung {\displaystyle \rho _{\xi }\colon \pi _{1}M=\mathbb {Z} /p\mathbb {Z} \to SU(2)} mit {\displaystyle \rho _{\xi }(1)=diag(\xi ,\xi ^{-1})} für eine {\displaystyle p}-te Einheitswurzel {\displaystyle \xi } erhält man {\displaystyle \tau (L(p,q),\rho _{\xi })=\mid \xi -1\mid \mid \xi ^{q^{-1}}-1\mid }, wobei {\displaystyle q^{-1}} die Lösung von {\displaystyle aq\equiv 1\ mod\ p}, also das Inverse von {\displaystyle q} in {\displaystyle \mathbb {Z} /p\mathbb {Z} } bezeichnet. Insbesondere erhält man für {\displaystyle q^{\prime }\not \equiv \pm q^{\pm 1}\ mod\ p} unterschiedliche Reidemeister-Torsionen, womit diese Linsenräume nicht homöomorph sein können.[3][4]
- Eine sphärische Raumform ist durch ihre Fundamentalgruppe und ihre Reidemeister-Torsionen aller Darstellungen {\displaystyle \pi _{1}M\to O(n)} eindeutig festgelegt.[5]
- Für eine {\displaystyle n}-dimensionale rationale Homologiesphäre {\displaystyle M} und die triviale Darstellung {\displaystyle \rho } ist {\displaystyle \tau (M,\rho )=\Pi _{i=1}^{n-1}\mid H_{i}(M,\mathbb {Z} )\mid ^{(-1)^{i}}}, die Reidemeister-Torsion hängt also mit der Torsion der Homologiegruppen zusammen.
- Für ein Knotenkomplement und die mittels der Abelisierung {\displaystyle ab\colon \pi _{1}(S^{3}\setminus K)\to H_{1}(S^{3}\setminus K)=\mathbb {Z} } durch {\displaystyle \gamma \to t^{ab(\gamma )}} gegebene Darstellung {\displaystyle \rho \colon \pi _{1}(S^{3}\setminus K)\to \mathbb {Q} (t)} ist {\displaystyle {\tfrac {t-1}{\tau (S^{3}\setminus K,\rho )}}} das Alexander-Polynom.[6]

## Satz von Cheeger-Müller
Der Satz von Cheeger-Müller besagt die Gleichheit von analytischer Torsion und Reidemeister-Torsion (bis auf Vorzeichen, weil die Reidemeister-Torsion nur bis auf Vorzeichen definiert ist). Er wurde zunächst von Cheeger und Müller für orthogonale oder unitäre Darstellungen bewiesen und später von Müller auf unimodulare Darstellungen verallgemeinert.